# Геллер, Мира
Мира Геллер (точнее Хеллер, пол. Mira Heller или Хеллерувна, пол. Hellerówna, полное имя Казимира, пол. Kazimiera, в замужестве Ольшевская, пол. OIszewska; 28 февраля 1868, Краков — после 1920) — польская оперная певица (сопрано).
Училась в Станиславе у М. Бернацкого, затем в 1887—1892 гг. во Львове в вокальной школе Аделины Пасхалис; позднее совершенствовала своё мастерство в Вене под руководством Паулины Лукка и в Париже у Матильды Маркези и Эдмона Дювернуа. Дебютировала 13 марта 1888 года на сцене Львовской оперы, там же провела сезон 1889/1890 гг., — основной её партией была заглавная роль в опере Жоржа Бизе «Кармен», которой она, однако, «придала слишком много величественности и серьёзности, но не показала южного темперамента». В дальнейшем пела в Одессе, Вене и Будапеште, гастролировала в Москве и Санкт-Петербурге, вызвав мимолётный иронический отзыв Н. А. Римского-Корсакова. Сезон 1894/1895 гг. провела в Метрополитен-опера, однако была сурово встречена нью-йоркской прессой, отметившей её драматический талант, но раскритиковавшей вокальные данные. Во второй половине 1809-х гг. была примадонной Варшавской оперы. Среди основных партий — Амнерис в «Аиде» Джузеппе Верди, Маргарита в «Фаусте» Шарля Гуно, заглавная партия в «Миньоне» Амбруаза Тома. Выйдя замуж за адвоката Ф. Ольшевского, практически прекратила выступления. Следы её теряются после отъезда в США в 1920 году.